# Kurt Haertel
Kurt Werner Haertel (* 26. September 1910 in Berlin; † 30. März 2000 in Seefeld am Ammersee) war Jurist und von 1963 bis 1975 Präsident des Deutschen Patentamts.

## Werdegang
Haertel war der Sohn des Philatelisten Ernt Stock und seiner späteren Ehefrau Margarete Haertel. 1929 legte er an der Oberrealschule Zehlendorf das Abitur ab und begann Rechtswissenschaften in Berlin zu studieren, wo er 1933 das Erste Staatsexamen erlangte. 1935 wurde er in Erlangen promoviert. 1937 legte er das Zweite Staatsexamen ab, am 25. November desselben Jahres beantragte er die Aufnahme in die NSDAP und wurde rückwirkend zum 1. Mai 1937 aufgenommen (Mitgliedsnummer 5.850.349). Er arbeitete zunächst in der Rechtsabteilung des "Reichsbeauftragten für Eisen und Stahl", ab 1938 war er Leiter der Rechtsabteilung bei der "Prisma Verwaltungs- und Betreuungsgesellschaft für den Textileinzelhandel". Im Zweiten Weltkrieg war er bei der Fliegerabwehr eingesetzt und geriet in Kriegsgefangenschaft.
Nach der Entnazifizierung war Haertel zunächst als Hilfsrichter beim Amtsgericht Stade eingesetzt, danach arbeitete er als Referent beim Zentralamt für Wirtschaft der Britischen Zone in Minden (Westfalen). 1948 begann Haertel im Rechtsamt des Vereinigten Wirtschaftsgebietes als Leiter des Referats „Gewerblicher Rechtsschutz“ und war maßgeblich am Aufbau des gewerblichen Rechtsschutzes in Deutschland beteiligt. Er war von 1963 bis 1975 Präsident des Deutschen Patentamts in München und gilt als „Vater des europäischen Patentrechts“. Unter anderem ist nach ihm das  Kurt-Haertel-Institut für geistiges Eigentum an der FernUniversität Hagen benannt. Sein Nachlass floss als Spende in das Zentrum für angewandte Rechtswissenschaft (ZAR) der Universität Karlsruhe mit ein.

## Veröffentlichungen (Auswahl)
- Die Wirkung des außergerichtlichen Vergleichs auf den schwebenden Rechtsstreit. Beck, Eisfeld 1935 (Erlangen, Univ., Diss., 1935).

- zusammen mit Günther Joël und Eberhard Schmidt (Hrsg.): Gesetz zur Vereinfachung des Wirtschaftsstrafrechts : (Wirtschaftsstrafgesetz) ; [vom 26. Juli 1949]. Schneider, Heidelberg 1949.
- zusammen mit Gerhard Schneider (Hrsg.): Taschenbuch des Urheberrechts. Heymann, Köln 1955.
- zusammen mit Albrecht Krieger (Hrsg.): Gesetz über Arbeitnehmererfindungen mit Nebengesetzen und Materialien; Textausgabe mit Verweisungen und Sachregister. Heymann, Köln 1957.
- zusammen mit Albrecht Krieger (Hrsg.): Gesetz über die Eingliederung des Saarlandes auf dem Gebiet des gewerblichen Rechtsschutzes: mit Nebengesetzen und Materialien; Textausgabe mit Einführungen, Verweisungen und Sachregister. Heymann, München u. a. 1957.
- Die Rückgliederung des Saarlandes auf dem Gebiet des gewerblichen Rechtsschutzes, des Wettbewerbsrechts und des Urheberrechts, GRUR 1957, 98 (mit Albrecht Krieger)
- zusammen mit Albrecht Krieger (Hrsg.): Sechstes Überleitungsgesetz auf dem Gebiet des gewerblichen Rechtsschutzes und Neufassungen des Patentgesetzes, Gebrauchsmustergesetzes, Warenzeichengesetzes und Gebührengesetzes mit Nebengesetzen und Materialien: Textausgabe mit Verw. u. Sachreg. Heymann, Köln u. a. 1961.

- zusammen mit Albrecht Krieger (Hrsg.): Gewerblicher Rechtsschutz. Textausgabe mit Verweisungen und Sachregister. Heymann, Köln 1962.
- zusammen mit Kurt Schiefler (Hrsg.): Urheberrechtsgesetz und Gesetz über die Wahrnehmung von Urheberrechten und verwandten Schutzrechten: Textausgabe mit Verweisungen und Materialien. Heymann, Köln 1967.
- (Hrsg.): Europäisches Patentübereinkommen: Übereinkommen über die Erteilung europäischer Patente; Textausgabe mit Einführung und Sachregister. Heymann, Köln u. a. 1974, ISBN 3-452-17679-7.
- (Hrsg.): Gemeinschaftspatentübereinkommen: Übereinkommen über das europäische Patent für den Gemeinsamen Markt; Textausgabe mit Einführung und Sachregister. Heymann, Köln 1977, ISBN 3-452-18154-5.

- Das neue europäische Patentsystem, sein gegenwärtiger Stand und seine Bedeutung, GRUR Int 1978, 423, auch in englischer Sprache in I.I.C., Vol. 19, Nr. 6 (1978).
- Die Harmonisierungswirkung des Europäischen Patentrechts, GRUR Int. 1981, 479
- Münchner Gemeinschaftskommentar zum EPÜ, hrsg. mit Friedrich Karl Beier und Gerhard Schricker (in Lieferungen). Heymann, Köln ab 1983
- Die Luxemburger Konferenz über das Gemeinschaftspatent 1985 und ihre wesentlichen Ergebnisse, GRUR Int. 1986, 293.

## Auszeichnungen

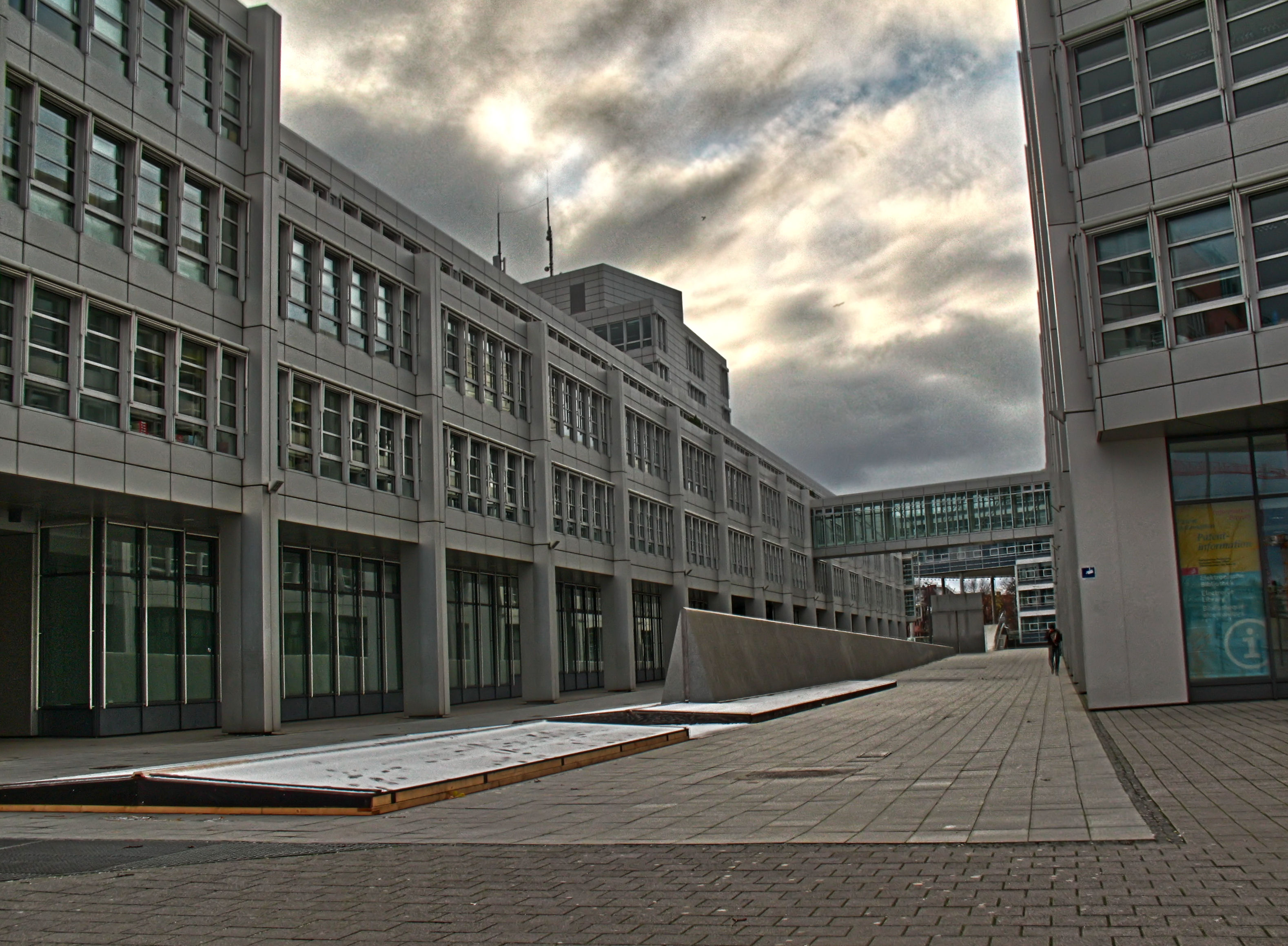
Europäisches Patentamt, Kurt-Haertel-Passage

- Großes Bundesverdienstkreuz mit Stern (1977)
- Großes Silbernes Ehrenzeichen mit dem Stern für Verdienste um die Republik Österreich[5] (1977)
- Bayerischer Verdienstorden (30. Mai 1973)
- Großes Bundesverdienstkreuz (1971)
- Ehrendoktor der Fakultät für Wirtschafts- und Sozialwissenschaften der Technischen Universität München (29. September 2000)[6]
- Ehrendoktor der Universität Genf